# Gnathonargus
Gnathonargus unicorn es una especie de araña araneomorfa de la familia Linyphiidae. Es el único miembro del género monotípico Gnathonargus.

## Distribución
Es un endemismo de Estados Unidos.